# Borbereki evangélikus templom
A borbereki evangélikus templom műemlék Romániában, Fehér megyében. A romániai műemlékek jegyzékében az AB-II-a-A-00397 sorszámon szerepel.